# Weitersweiler
Weitersweiler település Németországban, Rajna-vidék-Pfalz tartományban. Lakosainak száma 497 fő (2023. december 31.).

## Népesség
A település népességének változása:
| Lakosok száma | 246  | 506  | 491  | 495  | 502  | 497  |
|               | 1975 | 2017 | 2019 | 2021 | 2022 | 2023 |